# Josephine-conventie
Josephine (Grand Slam Forcing) is een slemconventie in het bridge, genoemd naar Josephine Culbertson, de vrouw van Ely Culbertson. Hierbij wordt door een bod van 5SA, zonder eerder azen te hebben gevraagd, aan de partner gevraagd naar zijn bezit aan tophonneurs (AHV) in de troefkleur.
De partner van het 5SA-bod biedt klein slem zonder tophonneurs in de troefkleur en groot slem met een bezit van minstens 2 tophonneurs in de troefkleur.
Met 1 tophonneur in de troefkleur geeft hij van laag naar hoog (6Kl /6Ru /6Ha) aan of hij troefvrouw, -heer of -aas heeft. Dit gaat alleen goed, als Schoppen troef is. 
Als Harten troef is, heeft de 6Ha-bieding al een andere betekenis. In dat geval geeft 6Kl  nog steeds troefvrouw aan, maar geeft 6Ru troefheer of -aas aan. 
Als Ruiten troef is, vervalt ook nog eens de 6Ru-bieding voor het aangeven van situaties met één tophonneur in Ruiten. Met 6Kl geeft hij nu aan, dat hij één tophonneur bezit en met 6Ru geen tophonneur. 
Als Klaveren troef is, biedt hij als antwoord 6Kl met minder dan twee tophonneurs in de troefkleur.